# Schitul Prodromu

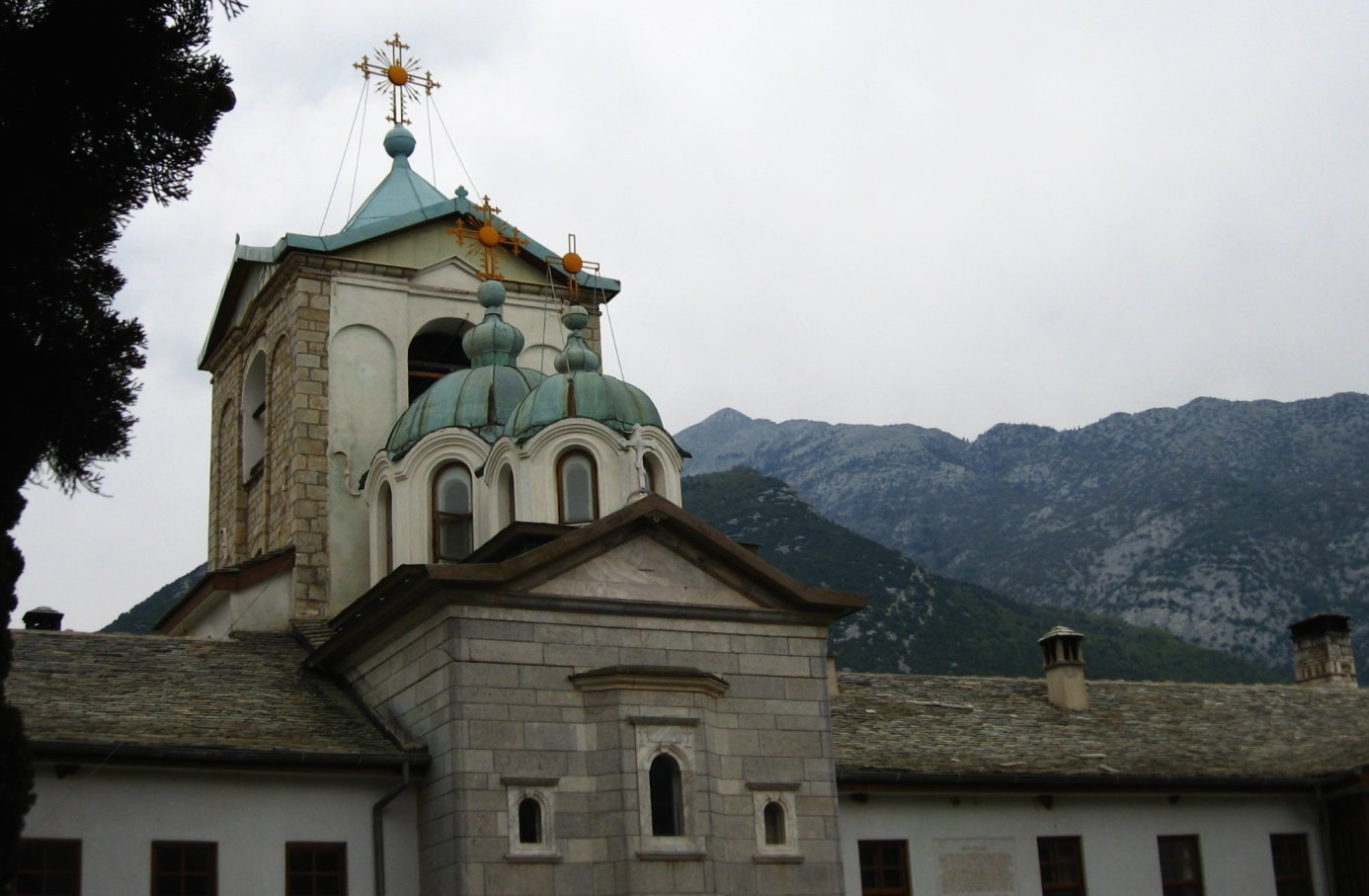
Vârful Muntelui Athos aşa cum este văzut din curtea Schitului Prodromu. În partea stângă: clopotniţa şi Capela "Adormirea Maicii Domnului" construită deasupra intrării principale.

Schitul Prodromu (în greacă Προδρόμου) este un schit românesc de pe Muntele Athos.

## Istoric
În anul 1820, în vremea arhipăstoririi Mitropolitului Veniamin Costachi al Moldovei, a fost fondat la Muntele Athos, Schitul Românesc Prodromu cu hramul "Sfântului Ioan Botezătorul", întemeierea sa fiind consfințită prin hrisoavele domnești ale domnitorului Grigore Alexandru Ghica al Moldovei la 7 iulie 1853 și ale domnitorului Carol I al României la 19 iunie 1871.